# 夜耀精靈
夜耀精靈是一個美國浩室音樂團體，成員包括瑞安·拉登、芬恩·比亞納爾森、約翰·漢考克、貝基·讓·威廉姆斯等四人。該團體擅長以弛放音樂和緩拍音樂為曲風，成名於2005年的錄音室專輯《冷巷空街》。